# Долонский, Денис Владимирович
Дени́с Влади́мирович Доло́нский (17 октября 1972, Ленинград, РСФСР, СССР — 1 июля 2019, Баренцево море, близ Североморска, Мурманская область, Россия) — российский офицер, подводник-гидронавт, командир глубоководной подводной лодки АС-12, известной также как «Лошарик», капитан 1-го ранга, Герой Российской Федерации (2013).

## Биография
Денис Владимирович Долонский родился 17 октября 1972 года в Ленинграде. Подводник.
В 1994 году окончил Высшее военно-морское училище подводного плавания.
Занимался исследованиями Арктики и Антарктики. В начале 2010-х годов за данную деятельность получил звание Героя Российской Федерации.
Служил в войсковой части № 45707, расквартированной в Петергофе и подчинённой Главному управлению глубоководных исследований Министерства обороны Российской Федерации (ГУГИ Минобороны России), являлся старшим специалистом центра.

## Смерть
1 июля 2019 года командир глубоководной подводной лодки АС-12 (известной также как «Лошарик») капитан 1 ранга Д. В. Долонский погиб во время пожара на борту лодки. В результате пожара на лодке погибло от отравления продуктами горения 14 членов экипажа, среди которых находились семь капитанов 1 ранга, в том числе два Героя России: Денис Долонский и капитан 1 ранга Н. И. Филин. Возгорание произошло в ходе проведения батиметрических работ в Баренцевом море — измерений рельефа дна в российских территориальных водах. Благодаря самоотверженным действиям команды очаг возгорания был ликвидирован, лодка вернулась на базу в Североморск.
Служил на АС-12 с момента спуска на воду. Проживал в Петергофе (г. Санкт-Петербург).
6 июля 2019 года похоронен с воинскими почестями на Серафимовском кладбище Санкт-Петербурга.
Имя присвоено улице Петергофа, а так же СОШ № 337 города Санкт-Петербурга.

## Награды
- Герой Российской Федерации (8.02.2013 года — закрытый указ)
- орден Мужества (2010, 4 июля 2019 года — посмертно[11]);
- орден «За военные заслуги» (2006)
- орден «За морские заслуги» (2018)
- медаль ордена «За заслуги перед Отечеством» 2-й степени (2001)
- медаль «300 лет Российскому флоту»
- медаль «За воинскую доблесть» 1-й степени
- медаль «За отличие в военной службе» трёх степеней
- медаль «За службу в подводных силах»